# Ján Chovanec
Ján Chovanec (* 22. březnu 1984, Nové Zámky) je slovenský fotbalový obránce či záložník, od července 2016 bez angažmá. Mimo Slovensko působil na klubové úrovni v Česku a Polsku.

## Klubová kariéra
Svoji fotbalovou kariéru začal v Lipové, odkud v průběhu mládeže přestoupil do Púchova. V roce 2004 se propracoval do prvního mužstva , kde s výjimkou hostování v Močenoku v roce 2007 působil do konce podzimní části ročníku 2009/10, kdy přestoupil do Ružomberku. V roce 2012 zamířil na své první zahraniční angažmá do českých Teplic. V červnu 2013 odešel na roční hostování s opcí do Spartaku Trnavy. Před sezonou 2014/15 do Spartaku přestoupil, když podepsal roční smlouvu. S Trnavou se představil v Evropské lize UEFA 2014/15. Začátkem září 2014 odešel na roční hostování do poského klubu Ruch Chorzów, kde byl trenérem krajan Ján Kocian. V zimním přestupovém období sezony 2014/15 se vrátil do Trnavy. V létě 2015 odešel do Spartaku Myjava, kde podepsal dvouletý kontrakt s opcí. Po roce v klubu předčasně skončil.